# Chiesa di Santa Maria della Mercede (Badia Polesine)
La chiesa di Santa Maria della Mercede è la parrocchiale di Colombano, località del comune italiano di Badia Polesine in provincia di Rovigo. Appartiene al vicariato di Badia-Trecenta della diocesi di Adria-Rovigo e risale al XVI secolo.

## Storia

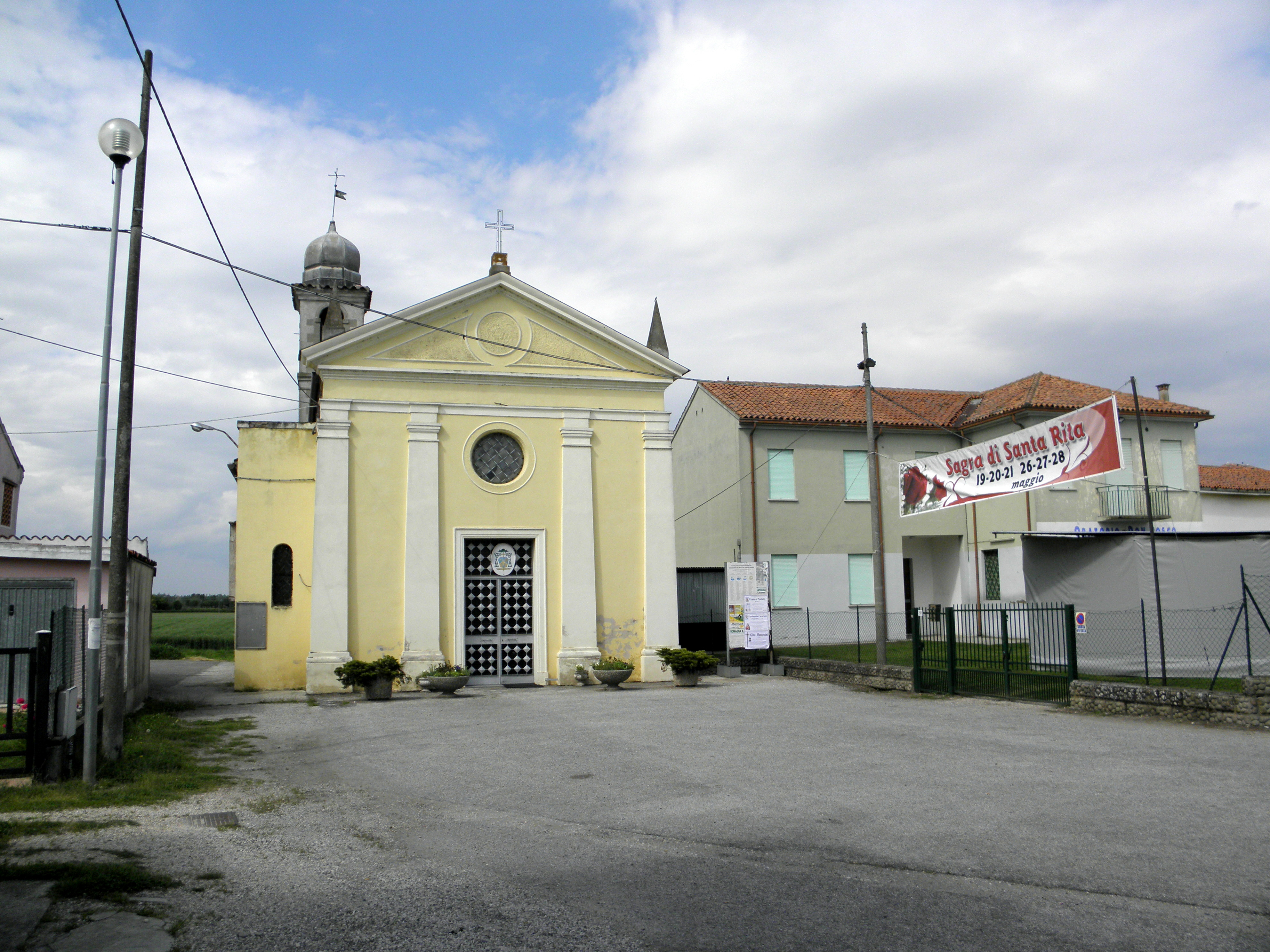
Chiesa di Santa Maria della Mercede a Colombano con sagrato e strutture vicine

Il primo luogo di culto a Colombano fu l'oratorio con iniziale dedicazione alla Beata Vergine Maria delle Grazie e con patrona Santa Rita. Venne edificato veso la fine del XVI secolo per volontà dei fedeli della frazione che trovavano troppo lontano Badia Polesine per le funzioni religiose e il terreno scelto fu concesso dalla famiglia nobile locale dei Lorenzoni. Da punto di vista ecclesiastico risultò appartenere da subito all'abbazia territoriale della Vangadizza che ebbe a lungo giurisdizione sul territorio. Circa un secolo più tardi il conte Matteo ottenne il giuspatronato sulla piccola chiesa di Colombano e si impegnò, con la famiglia, ad un lascito annuale a favore del luogo di culto. Da un atto notarile redatto nel 1728 risulta che tale impegno annuale, definito Mansioneria Lorenzoni, ammontava a 25 ducati.  L'abbazia della Vangadizza venne soppressa l'11 aprile 1789 dalla Repubblica di Venezia, che ne incamerò i beni, e in quel momento si registrò il passaggio della chiesa alla giurisdizione ecclesiastica della diocesi di Adria e nel 1793 il vescovo della diocesi Arnaldo Speroni degli Alvarotti vi si recò in visita pastorale. Dagli atti risultò confermato il giuspatronato Lorenzoni, che si mantenne sino al 1858. Dal 1812 intanto la chiesa cambiò dedicazione, assumendo quella che ci è pervenuta, e questo venne documentato dalla visita del vescovo Federico Maria Molin. Poco più di dieci anni più tardi alla chiesa venne concessa la conservazione dell'Eucaristia per sei mesi all'anno, nel periodo invernale. Nel primo dopoguerra del XX secolo, a partire dal 1935, iniziarono lavori per l'ampliamento dell'edificio, la cui sala venne allungata, e l'anno seguente le parati interne vennero arricchite di decorazioni ad affresco realizzate dalla famiglia Giacomello di Saonara. Dal 29 settembre 1939 la chiesa venne elevata a dignità di curazia autonoma e nel 1947 divenne chiesa parrocchiale per disposizione del vescovo di Adria Guido Maria Mazzocco con la dedicazione ufficiale di parrocchia di Santa Maria della Mercede e il decreto della Presidenza della Repubblica Italiana del 1959 ne riconobbe il valore anche sul piano civile.

## Descrizione

### Esterni
La chiesa si trova in località Colombano a Badia Polesine in provincia di Rovigo. 
La facciata a capanna neoclassica è caratterizzata da quattro lesene che reggono il grande frontone triangolare. Nella parte mediana si trova il portale di accesso architravato  sormontato in asse dalla finestra a rosone rotonda che porta luce alla sala. La torre campanaria si alza sulla sinistra e la sua cella si apre con quattro finestre a monofora con arco a tutto sesto. La copertura del tetto a due falde è realizzata in coppi di laterizio. La torre si conclude col tamburo a base ottagonale sormontato dalla cupola.

### Interni
La navata interna è unica e la copertura è piana. Attraverso l'arco santo si accede al presbiterio leggermente rialzato e da questo si arriva alla sagrestia. L'adeguamento liturgico è stato realizzato entro il 1970 ed è stato conservato l'altare maggiore storico aggiungendo anteriormente la mensa rivolta al popolo.